# 율리우스 벨하우젠
율리우스 벨하우젠(Julius Wellhausen, 1844년 5월 17일-1918년 1월 7일 )은 독일의 성서 신학자이자 동양학자이다. 하멜른에서 태어나 괴팅겐에서 하인리히 에발트를 사사하였으며, 괴팅겐 대학교에서 전문석사 학위(Lizentiat)와 박사후 강의 자격을 취득하였다. 1872년부터 그라이프스발트 대학교에서 구약학을 강의하였으나, 학생들을 교회 사역에 준비시키지 못한다고 여겨 1882년 교수직을 사임하고 할레 대학교의 오리엔탈어 외래교수로 자리를 옮겼다. 1885년 마르부르크 대학교 정교수로 임명되었고, 1892년에는 고향 대학교인 괴팅겐으로 돌아가 1913년까지 오리엔탈어를 가르쳤다.
벨하우젠의 주요 저작인 『육경의 구성』(Die Composition des Hexateuch), 『이스라엘사 개론』(Prolegomena zur Geschichte Israels), 『이스라엘 민족사와 유대사』(Israelitische und jüdische Geschichte)는 구약학 연구에 새로운 토대를 마련하였으나 강한 반발도 불러일으켰다. 고대 이슬람 역사에 관한 연구에서도 기초 학문을 개척하였으며, 말년에는 신약주석을 통해 예수의 역사적 실체와 초기 기독교와의 관계를 다루었다.
학문 전 분야에서 벨하우젠은 사용 가능한 문헌 자료를 문헌비평(Literarkritik) 방법으로 분석해 역사적 발전 과정을 재구성하는 데 주력하였다. 그의 연구는 성서학계에 “바빌론 유수 이전의 예언자 시대”와 “바빌론 유수 이후 예루살렘 성전과 율법 중심의 유대교 시대”를 구별해야 한다는 새로운 서사를 제시하였다. 이 관점에 따르면, 유대 의례법은 포로 이후 시기에 형성된 것이며 성경 저자들이 이를 모세 시대의 전승으로 되돌려 기술하였다는 것이다.
벨하우젠은 포로 이전의 이스라엘 공동체를 포로 이후 유대 공동체나 랍비 유대교보다 더 긍정적으로 평가하였으며, 이슬람과 기독교 초기 시기 역시 이후의 제도화된 형태보다 더 가치 있다고 보았다.

## 학문적 업적

### 구약
벨하우젠은 이전의 주석가들이 수행한 문헌비평 연구를 검토·정리하여 더욱 세밀하고 쉽게 이해할 수 있도록 제시하였으나, 그 의미를 ‘오락이나 놀이’가 아니라 고대 이스라엘의 역사를 복원하기 위한 필수적 방법론으로 일관되게 활용한 점에서 혁신적이었다. 그는 구약 연구에서 『육경과 역사서의 구성』, 『이스라엘 역사 서문』, 『이스라엘 민족사와 유대사』라는 상호보완적 세 편의 주저를 남겼다. 첫번째 책은 문헌비평의 기초를 놓았고, 두번째 책은 전승사와 종교사학적 함의를 도출했으며, 마지막 책은 그렇게 재구성된 전승사·종교사를 바탕으로 모세 시대부터 바르 코크바의 난에 이르는 이스라엘 역사를 체계적으로 서술하였다.
문헌비평적 조사 결과는 벨하우젠이 카를 하인리히 그라프에게서 배운 내용을 확인해 주었다. 즉, 포로 이전 시대에는 이스라엘에 여러 성소가 공존하였으나 아무런 문제를 일으키지 않았으며, 예언자들은 문자로 된 율법에 얽매이지 않고 야훼의 뜻을 전하였다. 포로 이후와 국가성을 상실한 뒤에는 대제사장을 중심으로 예루살렘 성전을 둘러싼 유대인 예배 공동체가 형성되었는데, 이 시기에 제사장 규정들을 모아 놓은 일종의 규칙서인 ‘제사장 문서’이 만들어졌다. 그러나 이 법전은 실제로는 포로 이후에 성립된 것이면서도 모세 시대의 전승으로 소급되도록 기술되었다.

### 아랍
아랍학자로서 벨하우젠은 1882년 『메디나의 무함마드』를 출간하며 학계에 자신을 알렸다. 그 서문에서 그는 “구약성경에서 아랍인으로 이어지는 다리를 놓은 것은, 제사장과 예언자들이 야훼의 율법의 밑거름으로 사용했던 ‘야만인’을 이해하기 위함이다. 히브리인이 역사의 무대에 처음 등장했을 때 지녔던 원초적 특성이, 아랍 고대 자료와의 비교를 통해 가장 잘 드러날 것이라 의심치 않는다”고 고백하였다. 즉, 아랍 문헌을 고대 이스라엘과 비교하는 종교사적 대조 자료로 활용하여 연구를 진행한 것이며, 당대 새로 발굴·출간되던 메소포타미아 자료에 비해 아랍 자료를 더욱 가치 있는 비교 대상으로 삼았음을 강조한다.
벨하우젠의 접근 방법은 구약 연구에서 입증했던 것과 동일하였다. 그는 아랍 역사(초기부터 우마이야 왕조의 종말까지)와 이슬람 이전·초기 아랍인의 종교사를 재구성하기 위해 다양한 사료를 비판적으로 분석하는 데서 출발하였다. 벨하우젠이 구약 연구에서 보았던 것처럼, 아랍의 역사서도 여러 저자의 발췌를 모은 편집물 형식을 띠고 있었으며, 그는 방대한 원전 자료를 정리·분류하기 위해 간소화된 라틴문자 전사법을 도입하여 기초 작업을 완수하였다. 1902년 출간된 『아랍 제국과 그 몰락』은 우마이야 시대를 문헌비평적 관점으로 최초로 종합 기술한 저작으로, 이슬람 팽창기의 군사적 충돌까지 다루며 정치사 연구에 큰 기여를 하였다.

### 신약
벨하우젠은 말년에 신약학 연구에 몰두했다. 그는 1903년부터 과학적 문헌을 일체 참조하지 않고 복음서에 대한 일종의 주석인 '숄리엔코멘타르'(독일어: Scholienkommentare)를 작성하였다. 이것이 오늘날까지도 그의 연구가 지닌 한계이자 장점이다. 모든 학계 논의를 배제한 것은 부분적으로 벨하우젠의 건강 상태가 허락하지 않았기 때문이지만, 독자 앞에는 오직 본문에 대한 자신의 관찰만을 신선하고 자극적인 문체로 펼쳐 보였다. 구약에서 이스라엘의 역사와 종교사를 통합적으로 조망한 것처럼, 신약에서도 본문에서 도출한 기독교 기원의 총체적 관찰이 목표였다. 그는 이 과정에서 두 문서 가설을 받아들여 마르코의 복음서가 Q 자료보다 먼저 작성되었다고 주장하였다. 벨하우젠은 역사적 예수에 관해 알려진 바가 거의 없음에도 그가 유대인이었다는 점을 강조하였고, 예수가 자신을 메시아나 인자(人子)로 인식하지 않았다고 보았다. 그는 “우리가 그에게로 돌아갈 수는 없다. 설사 돌아가고 싶다 해도 … 복음에서 소실된 것들에 대하여 종교의 토대로서 역사적 예수는 매우 의심스럽고 불충분한 대체물이다. 그의 죽음이 없었다면 그는 전혀 역사적 인물이 될 수 없었다. 그의 행로가 거의 시작되자마자 갑자기 중단되었기에 비로소 그 궤적이 역사의 인상을 남긴 것이다”라고 평가하였다.
벨하우젠은 대체로 기독교의 초기 형성이 이후 전개된 모습보다 더욱 가치 있다고 여겼으나, 보다 후대의 시대에도 긍정적 측면을 찾아냈다. 그는 “반죽이 아직 발효 중일 때는 이슬람과 아랍 제국, 유대교와 율법, 기독교와 복음 모두가 나의 관심 대상이었다. 그러나 사안이 굳어지고 정통(orthodoxie), 이맘제도(imamat), 랍비제도(rabbinat), 교회의 형태를 띠게 되자 그 관심은 사라졌다”라고 자평하였다.